# Luther the Geek
Pour plus de détails, voir Fiche technique et Distribution.
Luther the Geek est un film d'horreur gore américain, sorti en 1990 et réalisé par Carlton J Albright.

## Fiche technique
- Titre : Luther the Geek
- Réalisation : Carlton J. Albright
- Scénario : Carlton J. Albright
- Musique : Vern Carlson
- Photographie : David Knox
- Montage : Richard Smigielski
- Production : David Platt
- Société de production : Albright/Platt Films
- Société de distribution : Albright/Platt Films (États-Unis)
- Pays de production :  États-Unis
- Genre : Comédie horrifique
- Durée : 80 minutes
- Dates de sortie : 
  - États-Unis : 1er juillet 1989
  - France : 26 juillet 2011 (DVD)

## Distribution
- Edward Terry : The Freak
- Stacy Haiduk : Beth
- Joan Roth : Hilary